# Консольный кабель

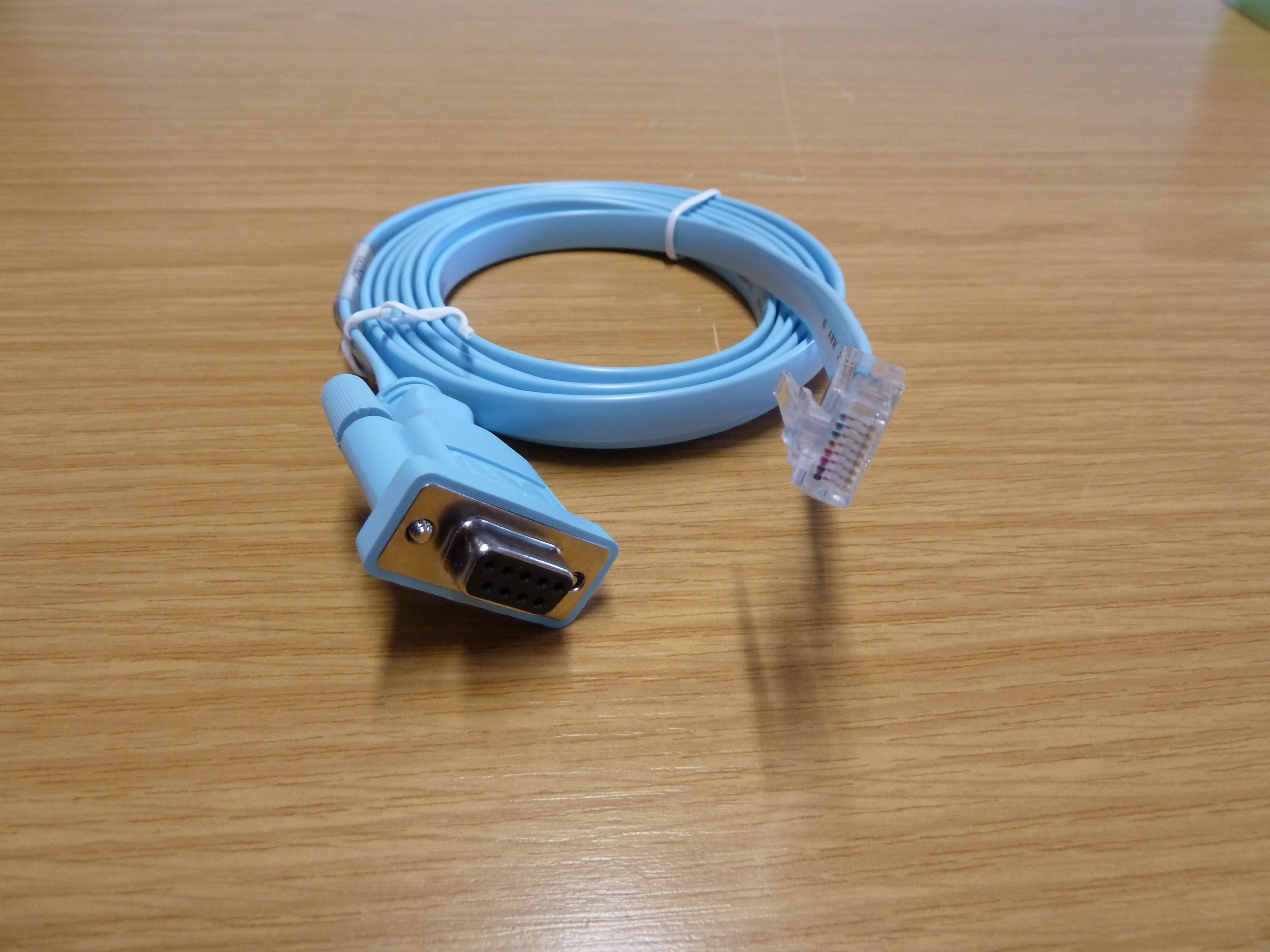

Консольный кабель (также известный как консольный кабель Cisco или rollover-кабель) — разновидность нуль-модемного кабеля, которая часто используется для соединения компьютера и маршрутизатора (роутера, модема, IP-телефона и т. п.) через консольный порт.
Как правило, этот кабель плоский, имеет голубой цвет (чтобы отличить его от других типов сетевых кабелей) и разъем 8P8C (зачастую ошибочно именуемый RJ45). Его называют rollover (англ. перевернутый), потому что один конец этого кабеля обжат по обратной схеме относительно другого, как если бы вы перевернули его и посмотрели бы на него с другой стороны.
Это было введено, чтобы обойти различия между системами, использующими RS-232. Таким образом, любые две системы, использующие порт RS-232, могут быть соединены напрямую через перекрёстный кабель.
Правильная схема pinout cisco console cable
```
8P8C(RJ45)               --->             DE9f
черный       1           --->             8
коричневый   2           --->             6
красный      3           --->             2
оранжевый    4           --->             5
желтый       5           --->             5
зеленый      6           --->             3
синий        7           --->             4
серый        8           --->             7
```